# Špital ob Dravi
Špital ob Dravi (nemško Spittal an der Drau) je mesto s 13.000 prebivalci, ki je središče istoimenskega okraja in mestna občina s 16.000 ljudmi v zahodnem delu avstrijske zvezne dežele Koroške. 

## Geografija
Mesto leži na južnih pobočjih Krških Alp (Gurktaler Alpen), med območjem Lurnskega polja (Lurnfeld) in spodnjo dolino reke Drave. Navkljub svojemu imenu je zgodovinsko jedro naselja nastalo na bregovih rečice Jezernice (Lieser), ki se v Dravo izliva južno od mesta, ob vznožju gore Goldeck. Vrh je dosegljiv z žičnico. Zaradi upravne delitve območja Großegg se Špital razteza do južne obale Milštatskega jezera.
Mesto sestavlja sedem katastrskih občin (0Katastralgemeinden): Jamle/Amlach, Edling, Großegg, Molec/Molzbichl, Olšje/Olsach, Špital/Spittal in St. Peter-Edling.

## Zgodovina
Prvi dokument, ki omenja naselje, datira v leto 1191, ko sta ortenburška grofa Hermann I. in Oton II. postavila bolnišnico (Spittl) in cerkev. Skupaj s posestmi Ortenburžanov je leta 1418 Špital podedoval grof Herman II. Celjski. Celjski grofje, ki so bili leta 1436 povzdignjeni v državne grofe in kneze (Reichsgrafen), so izumrli, ko je zadnjega iz rodu kneza Ulrika II. Celjskega leta 1456 v Beogradu ubil Ladislav Hunyadi. Posestva Celjskih je na podlagi dedne pogodbe pridobil cesar Friderik III. Habsburški. 
Leta 1478 so mesto in okolico opustošili Turki in kmalu za tem ga je okupiral ogrski kralj Matija Korvin. Mesto je dvakrat opustošil požar oziroma požig upornih kmetov leta 1522 in 1729. Leta 1524 je nadvojvoda Ferdinand I. mesto z okolico in celotno nekdanjo grofijo Ortenburg podelil svojemu zakladniku Gabrielu von Salamanca (1489–1539).
Po letu 1533 so grofje Salamanca-Ortenburg na glavnem trgu mesta zgradili Grad Porcia, kot svojo glavno rezidenco. Zgradbo v slogu italijanskih palač prištevamo med najpomembnejše renesančne gradove v Avstriji. Ta grofovska družina je tudi prezidala bolnico ali špital na drugi strani reke Lieser in pozno gotsko katoliško farno cerkev Marijinega oznanjenja na temeljih cerkve iz 13. stoletja. Leta 1662 je Špital ob Dravi prešel v posest goriških grofov, ki so grad Porcia imeli v lasti do leta 1918.
Prvi trg je bil zasnovan leta 1242, leta 1457 je cesar Friderik prebivalcem podelil pravico do svobodne izbire sodnika in trškega sveta. Špital je status mesta dobil pred več kot 750 leti.

### Naselja v občini
Mestna občina zajema sedem katastrskih občin: 
- Jamle/Amlach,
- Kazaze/Edling,
- Großegg,
- Molec/Molzbichl,
- Olšje/Olsach,
- Špital ob Dravi/Spittal an der Drau in
- Šentpeter – Kazaze/St. Peter-Edling

in zajema 27 naselij (v oklepaju nemško ime kraja in prebivalstvo na 1. januarja 2015):
| - Dob/Aich (61) - Aichforst (147) - Baldersdorf (99) - Brodbrenten (30) - Burgbichl (12) - Kazaze/Edling (76) - Großegg (59) - Kleinegg (27) - Kleinsaß (12) | - Krieselsdorf (36) - Molec/Molzbichl (218) - Novo Olšje/Neuolsach (175) - Nußdorf (56) - Zgornje Jamle/Oberamlach (184) - Oberdorf (20) - Oberzmöln (4) - Olšje/Olsach (205) - Rothenthurn (389) | - Šentpeter/Sankt Peter (186) - Sankt Sigmund (19) - Schwarzenbach (86) - Špital ob Dravi (13.029) - Tangern (23) - Spodnje Jamle/Unteramlach (263) - Unterzmöln (2) - Winkl (54) - Zgurn (83) |

## Glavne znamenitosti
V središču mesta je grad Porcia, ki je obravnavan kot eden najpomembnejših renesančnih gradov v Avstriji. Leta 1533 ga je v slogu italijanskih palač zgradil Gabriel von Salamanca-Ortenburg (1489–1539), zakladnik svetega rimskega cesarja. Med letoma 1662 in 1918 je bil rezidenca grofov iz italijanskega kraja Porcia. Danes gosti letne festivalske prireditve klasične gledališke komedije (Komödienspiele Porcia), v njem pa je tudi muzej lokalne zgodovine.
Nasproti gradu stoji mestna hiša, bivša renesančna palača plemiške rodbine Khevenhüller, zgrajena leta 1537.
Poznogotska katoliška župnijska cerkev Marijinega oznanjenja je bila zgrajena leta 1584 na temeljih iz 13. stoletja.
Spittl (bolnišnica), po kateri je mesto prejelo ime, je v bližini mosta čez rečico Lieser v 16. stoletju ponovno zgradil Gabriel von Salamanca. Leta 1919 je bila med potekom koroškega plebiscita začasni sedež koroške vlade. Od leta 1995 je v Spittlu srednja tehnična šola (Fachhochschule).
Južno od mesta, v dolini reke Drave, leži vas Molec (nemško Molzbichl), kjer so ostanki prvega koroškega samostana, ki ga je okrog leta 780 ustanovil bavarski vojvoda Tasilo III. in je bil opuščen v 10. stoletju. V bližini je majhen muzej, v katerem so razstavljeni mnogi arheološki predmeti koroškega izvora.
V Špitalu je največja avstrijska zasebna zbirka železniških modelov.

## Transport
Mesto ima železniško postajo na progi Tauernbahn med Beljakom in Salzburgom. Leži v bližini avtoceste A10 (Turska avtocesta), zvezne ceste (bundesstraße) B99 Katschberg-Straße, ki vodi do prelaza Katschberg in B100 Drautal-Straße, ki vodi proti Lienzu na vzhodnem Tirolskem. Gondola pelje na bližnjo goro Goldeck (2142 m).

## Pomembni prebivalci
- Thomas Pirker Virgil von Graben (15. st. — 1507) avstrijski plemič, stadtholder Lienza in vzhodne Tirolske in regent (captain) stadtholder province Gorica (Görz).
- Rosina von Graben von Rain zu Sommeregg, (15. st. v Sommereggu – 1534) iz rodbine Graben von Stein, veje rodbine Majnhardincev
- David Pacher (1816, Obervellach – 1902) duhovnik in botanik
- Hans Gasser (1817, Eisentratten – 1868) slikar in kipar
- Carl Gussenbauer (1842, Obervellach – 1903) kirurg.
- Gustav Weindorfer (1874, Spitall – 1932) v Avstriji rojen avstralski botanik in promotor Narodnega parka Cradle Mountains na Tasmaniji

## Pobratena mesta
- Löhne, Nemčija (1973)
- Pordenone, Furlanija, Italija (1987)
- Porcia, Furlanija, Italija (1987)
- Kočevje, Slovenija (2019)